# SXW
SXW ist das Dateiformat im Rahmen von OpenOffice.org XML, das früher von Writer, dem Textverarbeitungsprogramm von OpenOffice.org und verwandten Softwarepaketen, erstellt wurde. Entsprechend ist .sxw die Dateinamenserweiterung. Die Abkürzung steht für Sun XML Writer, wird aber manchmal irrtümlich als StarOffice XML Writer interpretiert. Entsprechend wurde die Dokumentation zu OpenOffice 1.1 in den Formaten SXW und PDF veröffentlicht. SXW-Dateien entsprechen in Aussehen und Anwendung in etwa den .doc-Dateien von Microsoft Word, sind aber von diesem Programm nicht lesbar.